# Heishu Zhen
Heishu Zhen (kinesiska: 黑树, 黑树镇) är en köping i Kina. Den ligger i provinsen Yunnan, i den sydvästra delen av landet, omkring 370 kilometer nordost om provinshuvudstaden Kunming. Antalet invånare är 26 139. Befolkningen består av 12 292 kvinnor och 13 847 män. Barn under 15 år utgör 26,0 %, vuxna 15-64 år 67 %, och äldre över 65 år 6,0 %.
Genomsnittlig årsnederbörd är 1 152 millimeter. Den regnigaste månaden är juli, med i genomsnitt 224 mm nederbörd, och den torraste är december, med 19 mm nederbörd.